# 李鴻勳
李鸿勋，字勤王，号长六，磁州人，清朝政治人物、進士出身。

## 生平
順治三年，登進士，官阳城縣知縣。